# Wyperfeld National Park
Wyperfeld National Park är en nationalpark i Australien. Den ligger i delstaten Victoria. Wyperfeld National Park ligger 77 meter över havet.
Naturen i Wyperfeld National Park är i huvudsak ett öppet busklandskap.